# المپیک زمستانی ۱۹۲۴
بازی‌های المپیک زمستانی ۱۹۲۴ (به انگلیسی: I Olympic Winter Games) نخستین دوره ی بازی های المپیک زمستانی  بود که در شهر شامونی در کشور فرانسه برگزار شد.
در این دوره از بازی‌ها نروژ با ۴ طلا، ۷ نقره و ۶ برنز مقام اول این رقابت‌ها را به دست آورد. فنلاند با ۴ طلا، ۴ نقره و ۳ برنز مقام دوم را کسب کرد و تیم اتریش با ۲ طلا، ۱ نقره و ۰ برنز به مفام سوم رسید است. تیم ایران در این دوره از بازی‌ها حضور نداشته‌است.

## ورزش‌ها
- بابسلد (1) (جزئیات)
- کرلینگ (1) (جزئیات)
- هاکی روی یخ (1) (جزئیات)
- اسکیت روی یخ
  -  اسکیت نمایشی (3) (جزئیات) 
  -  اسکیت سرعت (5) (جزئیات)
- اسکی نوردیک  (جزئیات) 
  -  گشت نظامی (1) (جزئیات) [nb ۱]
  -  اسکی صحرانوردی (2) (جزئیات) 
  -  نوردیک ترکیبی (1) (جزئیات) 
  -  اسکی پرش (1) (جزئیات)

## کشورهای شرکت‌کننده
| - اتریش (4) - بلژیک (18) - کانادا (12) - چکسلواکی (27) - فنلاند (17) - فرانسه (43) (میزبان) - بریتانیای کبیر (44) - مجارستان (4) - ایتالیا (23) - لتونی (2) - نروژ (14) - لهستان (7) - سوئد (31) - سوئیس (30) - ایالات متحده آمریکا (24) - یوگسلاوی (4) |

- استونی کریستفرید بورمیستر اسکیت‌باز سرعت استونی نیز در فهرست شرکت‌کنندگان بود اما پیام انصراف او برای برگزارکنندگان ارسال نشد.[۶]

## جدول مدال‌ها
*   کشور میزبان (فرانسه)
| رتبه            | کشور                | طلا | نقره | برنز | مجموع |
| --------------- | ------------------- | --- | ---- | ---- | ----- |
| ۱               | نروژ                | ۴   | ۷    | ۶    | ۱۷    |
| ۲               | فنلاند              | ۴   | ۴    | ۳    | ۱۱    |
| ۳               | اتریش               | ۲   | ۱    | ۰    | ۳     |
| ۴               | سوئیس               | ۲   | ۰    | ۱    | ۳     |
| ۵               | ایالات متحده آمریکا | ۱   | ۲    | ۱    | ۴     |
| ۶               | بریتانیای کبیر      | ۱   | ۱    | ۲    | ۴     |
| ۷               | سوئد                | ۱   | ۱    | ۰    | ۲     |
| ۸               | کانادا              | ۱   | ۰    | ۰    | ۱     |
| ۹               | فرانسه*             | ۰   | ۰    | ۳    | ۳     |
| ۱۰              | بلژیک               | ۰   | ۰    | ۱    | ۱     |
| مجموع (۱۰ کشور) | مجموع (۱۰ کشور)     | ۱۶  | ۱۶   | ۱۷   | ۴۹    |